# Jules Janin
Jules Gabriel Janin (Saint-Étienne, 16 febbraio 1804 – Parigi, 19 giugno 1874) è stato uno scrittore e drammaturgo francese esponente di spicco del Romanticismo francese.

## Biografia
Figlio di un avvocato, appartenente alla buona borghesia cittadina, ebbe la possibilità di studiare presso il Liceo Louis-le-Grand di Parigi e d'intraprendere la carriera giornalistica collaborando con i giornali Revue de Paris, di cui fu tra i fondatori, Revue des Deux Mondes, Le Figaro, La Quotidienne. Nel 1826 esordì come autore teatrale con Talma et Lekain, ma il successo arriva subito dopo con il romanzo L'asino morto (inizialmente pubblicato anonimo) che scuote il panorama letterario francese, suscitando scandalo e ammirazione, in patria e all'estero.  L'opera, che narra la discesa nella perdizione di una giovane contadina sprofondata nella mondanità parigina, è intrisa di un'ironia macabra e grottesca, avvalendosi di una morbosità cinica e sadiana. Il romanzo, apprezzatissimo da Charles Baudelaire, intende così parodiare la moda del "roman charogne", in voga in quegli anni presso i circoli del cosiddetto Romanticismo Frenetico, a cui fa capo quella generazione di letterati degli anni '30 dell'Ottocento, antesignani dei poeti maledetti dei decenni seguenti. Dopo il successo in patria, il romanzo trova estimatori anche fuori dai confini, soprattutto in Russia, dove riscuote l'apprezzamento di autori come Puškin e Gogol'. Sull'onda del dibattito mosso dal romanzo, Janin scrive altre opere narrative, come La Confession e Barnave, rispettivamente nel 1830 e nel 1831, anno in cui decide di lasciare il mestiere del giornalista (che, in seguito, tuttavia riprenderà più volte). Spinto sempre da una vivace vena polemica, con queste ultime due prove narrative Janin non manca di attaccare la famiglia d'Orléans. I temi trattati nei suoi romanzi gli valsero sia sostenitori che detrattori, come Eugène de Mirecourt. Notevoli anche i suoi racconti, spesso veri e propri bozzetti in cui la storia narrata è chiaramente percorsa dai suoi dettami etici ed estetici. All'attività di vivace narratore Janin affiancherà, per tutta la durata della sua vita, quella di storico e di pungente critico letterario per la rivista Journal des débats. Questa attività, condotta con spregiudicato personalismo, aumenterà la schiera dei suoi nemici, generando accesi dibattiti culturali. Tra il 1853 e il 1858 Janin attende a una monumentale Histoire de la littérature dramatique in sei tomi.
Attingendo al suo importante bagaglio personale, Janin adotta uno stile tagliente, vivace e ricco di riferimenti storici e culturali. Sia i romanzi che i racconti risentono della vena bizzarra e stravagante della sua ispirazione, ma anche della sua formazione personale. La passione di Janin per la storia, e in particolare per il secolo XVIII, si esprime in diverse sue opere, tra cui la controversa monografia sul Marchese de Sade (Le Marquis de Sade, 1834) in cui, sotto forma di una moralistica reprimenda ad uso della borghesia dominante del tempo, divulga in realtà con sottile abilità la figura scandalosa del "Divin Marchese".
Il 7 aprile del 1870 viene finalmente eletto membro dell'Académie Française, come successore di Charles Augustin Sainte-Beuve, deceduto nel frattempo. Questa elezione testimonia la centralità della sua figura nella cultura di quello scorcio di secolo XIX. Quattro anni dopo, nel 1874, Janin muore nei pressi di Parigi. Le sue spoglie riposano nella tomba di famiglia in un cimitero della Normandia.

## Opera
- 1826: Talma et Lekain

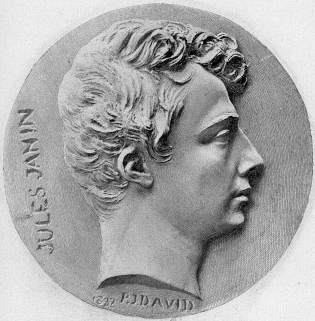

- 1827: L'Âne mort et la femme guillotinée
- 1829: Tableaux anecdotiques de la littérature française depuis François I
- 1830: La Confession
- 1831: Barnave
- 1832: Contes fantastiques / Histoire du théâtre à quatre sous
- 1833: Contes nouveaux
- 1834: Voyage de Victor Ogier en Orient / Cours sur l'histoire du journal en France
- 1836: Le Chemin de traverse
- 1837: Fontainebleau, Versailles, Paris / Un cœur pour deux amours / Histoire de France (texte explicatif des galeries de Versailles) (1837-1843)
- 1839: Les Catacombes / Versailles et son musée historique / Voyage en Italie
- 1842: La Normandie historique, pittoresque et monumentale / Le prince royal / Une heure à Paris
- 1843: Un été à Paris
- 1844: Les Beautés de l'Opéra / La Bretagne historique
- 1847: Suite de l'histoire du chevalier Desgrieux et de Manon Lescaut / Voyage de Paris à la mer / Le gâteau des rois
- 1850: La Religieuse de Toulouse
- 1851: Les Gaîtés champêtres / Le mois de mai à Londres
- 1853: Histoire de la littérature dramatique (6 vol. 1853-1858) / Almanach de la littérature, du théâtre et des beaux-arts (1853-1865)
- 1855: La Comtesse d'Egmont
- 1856: Les Petits Bonheurs
- 1857: Les Symphonies de l'hiver
- 1858: Rachel et la tragédie - Ovide, ou le poète en exil
- 1859: Critique, portraits et caractères contemporains - Variétés littéraires
- 1860: Les Contes du chalet
- 1861: La Fin d'un monde et du neveu de Rameau / La Semaine des trois jeudis
- 1862: Contes non estampillés
- 1864: Les Oiseaux bleus / La poésie et l'éloquence à Rome, au temps des Césars / La Révolution française
- 1866: L'Amour des livres / La Sorbonne et les gazeliers / Circé
- 1868: Le Bréviaire du roi de Prusse
- 1869: L'Interné / Lamartine / Petits romans d'hier et d'aujourd'hui / Les révolutions du pays des Goyos
- 1870: Le Crucifix d'argent / Le livre
- 1871: Alexandre Dumas / La Muette
- 1872: François Ponsard
- 1874: La Femme à l'œillet rouge / Paris et Versailles il y a cent ans
- 1876-1878: Œuvres diverses / Œuvres de jeunesse
- 1884: Causeries littéraires et historiques / Contes, nouvelles et récits

## Traduzioni in italiano
- Parigi, o sia La rivoluzione del 1830 (1834)
- Un fenomeno, trad. di Giannantonio Piucco (1838). Ristampato nell'Universale Sonzogno (Milano) nel 1891.
- Il principe reale duca d'Orléans (1842)
- La fidanzata del sole: la bara - Dalle memorie di un minatore, trad. di Elena Colombi (1900)
- Il marchese de Sade, trad. e cura di Giorgio Leonardi (Roma, Salerno Editore, 2006)
- L'asino morto, trad. e cura di Giorgio Leonardi (2015, 2021 [nuova edizione])
- Racconti bizzarri, trad. e cura di Giorgio Leonardi (2019)
- L'amore dei libri, trad. e cura di Luigi M. Reale (2020)